# Roaring Rider
Pour plus de détails, voir Fiche technique et Distribution.
Roaring Rider est un film américain réalisé par Richard Thorpe, sorti en 1926.

## Synopsis
Toute une ville est sous la coupe d'une bande de voleurs de bétail. Lorsque son père est tué, Mary fait appel à un de ses anciens prétendants, Wally. Il arrivera à se débarrasser des voleurs et à gagner le cœur de Mary.

## Fiche technique
- Titre original : Roaring Rider
- Réalisation : Richard Thorpe
- Scénario : Reginald C. Barker
- Production : Lester F. Scott Jr.
- Société de production : Action Pictures
- Société de distribution : Weiss Brothers Artclass Pictures
- Pays de production :  États-Unis
- Langue originale : anglais
- Format : noir et blanc — 35 mm — 1,37:1 — Film muet
- Genre : Western
- Durée : 5 bobines
- Date de sortie :
  - États-Unis : 2 janvier 1926

## Distribution
- Wally Wales : Wally Rogers
- Jean Arthur : Mary Mason
- Bert Lindley : "Pop" Mason
- Slim Whitaker : Black Ransom
- Frank Ellis
- Hazel Rogers